# Edmund Neupert

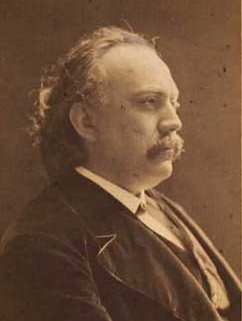
Edmund Neupert.

Carl Fredrik Edmund Neupert, född 1 april 1842 i Kristiania, död 22 juli 1888 i New York, var en norsk pianist.
Neupert undervisades av sin far, en från Schleswig inflyttad pianolärare och musikhandlare, studerade 1858–1864 i Berlin piano för Theodor Kullak och komposition för Friedrich Kiel, hänförde publiken i Singakademie och jämfördes av kritiken med Franz Liszt, Anton Rubinstein och Carl Tausig. 
Neupert verkade som pianolärare vid Sternska konservatoriet 1866–1868 och i Köpenhamn 1868–1880; han utbildade där flera hundra elever. Därjämte konserterade han i Stockholm, Göteborg, Danmark och Ryssland, där han 1880–1881 skötte en professur i Moskva. Han vistades 1881–1883 i Norge och sedan i USA, där han 1883 anställdes vid musikkonservatoriet i New York. 
Hans pianoteknik var praktfull, dristig och omedelbar. Han komponerade 30 häften pianoetyder och karaktärsstycken av ett friskt kynne. Till minne av Neupert skrev Bjørnstjerne Bjørnson "Syng mig hjem" och använde därvid en av hans etydmelodier.
I den norska filmen Rikard Nordraak (1945) porträtteras Neupert av Ingolf Rogde.